# Ecuador tartományai

Ecuador tartományai

Ecuadornak 24 tartománya van, amelyek saját székhellyel rendelkeznek:
|    | Tartomány                      | Terület (km²) | Népesség (2010) | Székhely                     |
| -- | ------------------------------ | ------------- | --------------- | ---------------------------- |
| 1  | Azuay                          | 8,639         | 702,893         | Cuenca                       |
| 2  | Bolívar                        | 3,254         | 182,744         | Guaranda                     |
| 3  | Cañar                          | 3,908         | 223,463         | Azogues                      |
| 4  | Carchi                         | 3,699         | 165,659         | Tulcán                       |
| 5  | Chimborazo                     | 5,287         | 452,352         | Riobamba                     |
| 6  | Cotopaxi                       | 6,569         | 406,798         | Latacunga                    |
| 7  | El Oro                         | 5,988         | 588,546         | Machala                      |
| 8  | Esmeraldas                     | 15,216        | 520,711         | Esmeraldas                   |
| 9  | Galápagos                      | 8,010         | 22,770          | Puerto Baquerizo Moreno      |
| 10 | Guayas                         | 17,139        | 3,573,003       | Guayaquil                    |
| 11 | Imbabura                       | 4,599         | 400,359         | Ibarra                       |
| 12 | Loja                           | 11,027        | 446,743         | Loja                         |
| 13 | Los Rios                       | 6,254         | 765,274         | Babahoyo                     |
| 14 | Manabi                         | 18,400        | 1,345,779       | Portoviejo                   |
| 15 | Morona Santiago tartomány      | 25,690        | 147,886         | Macas                        |
| 16 | Napo                           | 13,271        | 104,047         | Tena                         |
| 17 | Orellana                       | 20,773        | 137,848         | Puerto Francisco de Orellana |
| 18 | Pastaza                        | 29,520        | 84,329          | Puyo                         |
| 19 | Pichincha                      | 9,494         | 2,570,201       | Quito                        |
| 20 | Santa Elena                    | 3,763         | 301,168         | Santa Elena                  |
| 21 | Santo Domingo de los Tsachilas | 3,857         | 365,965         | Santo Domingo                |
| 22 | Sucumbíos tartomány            | 18,612        | 174,522         | Nueva Loja                   |
| 23 | Tungurahua                     | 3,334         | 500,775         | San Juan de Ambato           |
| 24 | Zamora Chinchipe               | 10,556        | 91,219          | Zamora                       |

A tartományok Ecuadorban kantonokra vannak osztva, azok pedig egyházközségekre (parókiákra vagy plébániákra).